# Chris Cunningham
Chris Cunningham (Reading, Berkshire, 1970) és un videoartista, fonamentalment conegut pel seu treball en l'àrea del video musical.

## Biografia
Chris Cunningham va néixer a Reading (Anglaterra) el 1970.
Des de nen es va aficionar al dibuix, després a fer escultures, les quals fotografiava. La seva carrera artística la va iniciar en la revista de còmics 2000AD sota el pseudònim de Chris Halls. Posteriorment va treballar en els efectes especials de pel·lícules com Àlien 3, Àlien: Resurrecció i el Jutge Dredd.
Treballaria també en les maquetes de films com Maquinari i Nightbreed.
Va Estar involucrat en el projecte del film Intel·ligència artificial quan Stanley Kubrick s'ocupava d'aquest.
Va debutar en el terreny del video musical el 1995, de la mà de Warp Records, amb la realització del video promocional de "Second Bad Vibel" (Autechre), i va continuar el seu treball amb artistes com Squarepusher, Björk, Madonna, Portishead i, sobretot, Aphex Twin, entre d'altres.
El seu segon video per a aquest músic ("Windowclicker", 1999) va ser censurat per MTV en Estats Units.
En 2000, pel seu video para "All Is Full Of Love" (Björk), va ser premiat per la MTV, en els Music Week CAD Awards, en els MVPA Awards i en els Design And Art Direction Awards.
En aquest últim certamen va obtenir, entre altres medalles, una d'or per la seva direcció en la categoria "Pop Promos".
Ha realitzat Anuncis de televisió per a marques internacionals com Nissan o Sony.
Entre els seus altres treballs destaquen la video-instal·lació Flex 
(presentada en ocasió de l'exposició Apocalypse de la Royal Academy of Arts l'any 2000) i els curtmetratges Monkey Drummer i Rubber Johnny, tots ells amb música d'Aphex Twin.
Aquestes obres són el mitjà perfecte perquè l'artista insisteixi en el seu particular estil, caracteritzat per la seva retorçada imaginació, la seva obsessió per les anatomies malaltes, les seves sincronitzacions exactes i el seu particular sentit de l'humor.
Ha estat temptat de dirigir una adaptació del còmic RanXerox de Tanino Liberatore i Stefano Tamburini, la novel·la cyberpunk Neuromante de William Gibson i la també novel·la Una mirada a la foscor (A Scanner Darkly) de Philip K. Dick (finalment duta a la pantalla gran en 2006 per Richard Linklater).
En 2003 va ser editat el DVD The Work of Director Chris Cunningham, el qual recopila vídeos musicals, anuncis de televisió i curtmetratges. El DVD és part de la sèrie The Work of Director, enfocada al món del videoclip i que també inclou treballs de Spike Jonze, Michel Gondry, Mark Romanek, Jonathan Glazer, Anton Corbijn i Stéphane Sednaoui.

## Obra

### Vídeos musicals
- Second Bad Vilbel (Autechre, 1995)
- Back With The Killer Again (The Auteurs, 1995)
- Space Junkie (Holy Barbarians, 1996)
- Another Day (Lodestar, 1996)
- Personally (12 Rounds, 1996)
- 36 Degrees (Placebo, 1996)
- Something To Say (Jocasta, 1997)
- Jesus Coming In for the Kill (Life's Addiction, 1997)
- Tranquillizer (Geneva, 1997)
- Come to Daddy (Aphex Twin, 1997)
- No More Talk (Dubstar, 1997)
- Light Aircraft On Fire (The Auteurs, 1997)
- The Next Big Thing (Jesus Jones, 1997)
- Only You (Portishead, 1998)
- Afrika Shox (Leftfield feat. Afrika Bambaataa, 1999)
- Come On My Selector (Squarepusher, 1998)
- Frozen (Madonna, 1998)
- All is Full of Love (Björk, 1998)
- Windowlicker (Aphex Twin, 1999)
- Sheena is a Parasite (The Horrors, 2006)

### Videoinstal·lacions i curtmetratges
- Flex (2000) (amb música d'Aphex Twin)
- Monkey Drummer (2001) (música: "Mt Saint Michel + Saint Michaels Mount" d'Aphex Twin)
- Rubber Johnny (2005) (música: remix de "Afx237 v7" d'Aphex Twin)

### Anuncis de televisió
- Mental Wealth (Sony Playstation)
- Photocopier (Levi Strauss & Co, no emès a la televisió)
- Engine (Nissan, amb música de Boards of Canada)
- Quiet (Telecom Italia)
- Sport is Life (ITV)